# Lijst van rally's in het wereldkampioenschap rally
Deze lijst van rally's in het wereldkampioenschap rally bestaat uit rally's die deel hebben uitgemaakt van de kalender van het wereldkampioenschap rally vanaf 1973 tot nu (2017).
Tussen 1994 en 1996 hanteerde de FIA een rotatiesysteem voor rally's, waardoor sommige in een van die jaren alleen hebben meegeteld als ronde van het wereldkampioenschap voor Formule 2 auto's, en had het op dat moment dus niet de status als volwaardige WK-rally had.
- Vetgedrukte tekst betekent rally's die deel uitmaken van het seizoen 2017 en daarbij de huidige startplaats.

| Land                | Rally                         | Basis                                | Ondergrond    | Aantal edities | Jaren in WK                                              |
| ------------------- | ----------------------------- | ------------------------------------ | ------------- | -------------- | -------------------------------------------------------- |
| Argentinië          | Rally van Argentinië          | Córdoba, Villa Carlos Paz            | Onverhard     | 35             | 1980 - 1981, 1983 - 1994, 1996 - 2009, 2011 - 2017       |
| Australië           | Rally van Australië           | Perth, Kingscliff, Coffs Harbour     | Onverhard     | 23             | 1989 - 1993, 1995 - 2006, 2009, 2011, 2013 - 2017        |
| Brazilië            | Rally van Brazilië            | São Paulo                            | Onverhard     | 2              | 1981 - 1982                                              |
| Bulgarije           | Rally van Bulgarije           | Borovets                             | Asfalt        | 1              | 2010                                                     |
| Canada              | Rally van Canada              | Ontario, Montreal                    | Onverhard     | 4              | 1974, 1977 - 1979                                        |
| China               | Rally van China               | Guangdong                            | Onverhard     | 1              | 1999                                                     |
| Cyprus              | Rally van Cyprus              | Limassol                             | Onverhard     | 8              | 2000 - 2006, 2009                                        |
| Duitsland           | Rally van Duitsland           | Trier, Bostalsee                     | Asfalt        | 15             | 2002 - 2008, 2010 - 2017                                 |
| Finland             | Rally van Finland             | Jyväskylä                            | Onverhard     | 44             | 1973 - 1994, 1996 - 2017                                 |
| Frankrijk           | Rally van Corsica             | Ajaccio                              | Asfalt        | 38             | 1973 - 1995, 1997 - 2008, 2015 - 2017                    |
| Frankrijk           | Rally van Frankrijk           | Straatsburg                          | Asfalt        | 5              | 2010 - 2014                                              |
| Griekenland         | Rally van Griekenland         | Athene, Loutraki                     | Onverhard     | 37             | 1973, 1975 - 1994, 1996 - 2009, 2011 - 2013              |
| Verenigd Koninkrijk | Rally van Groot-Brittannië    | Diverse, Cardiff, Deeside            | Onverhard     | 43             | 1973 - 1995, 1997 - 2013                                 |
| Ierland             | Rally van Ierland             | Sligo                                | Asfalt        | 2              | 2007, 2009                                               |
| Indonesië           | Rally van Indonesië           | Makassar                             | Onverhard     | 2              | 1996 - 1997                                              |
| Italië              | Rally van San Remo            | San Remo                             | Mix           | 29             | 1973 - 1992, 1994, 1996                                  |
| Italië              | Rally van San Remo            | San Remo                             | Asfalt        | 29             | 1993, 1997 - 2003                                        |
| Italië              | Rally van Sardinië            | Porto Cervo, Olbia, Alghero          | Onverhard     | 13             | 2004 - 2009, 2011 - 2017                                 |
| Ivoorkust           | Rally van Ivoorkust           | Abidjan                              | Onverhard     | 15             | 1978 - 1992                                              |
| Japan               | Rally van Japan               | Obihiro, Sapporo                     | Onverhard     | 6              | 2004 - 2008, 2010                                        |
| Jordanië            | Rally van Jordanië            | Amman                                | Onverhard     | 3              | 2008, 2010 - 2011                                        |
| Kenia               | Safari Rally                  | Nairobi                              | Onverhard     | 29             | 1973 - 1994, 1996 - 2002                                 |
| Marokko             | Rally van Marokko             | Casablanca                           | Onverhard     | 3              | 1973, 1975 - 1976                                        |
| Mexico              | Rally van Mexico              | León                                 | Onverhard     | 13             | 2004 - 2008, 2010 - 2013                                 |
| Monaco              | Rally van Monte Carlo         | Diverse, Monte Carlo, Valence, Gap   | Mix           | 40             | 1973, 1975 - 1995, 1997 - 2008, 2012 - 2017              |
| Nieuw-Zeeland       | Rally van Nieuw-Zeeland       | Auckland                             | Onverhard     | 31             | 1977, 1979 - 1980, 1982 - 1995, 1997 - 2008, 2010, 2012  |
| Noorwegen           | Rally van Noorwegen           | Hamar                                | Sneeuw en ijs | 2              | 2007, 2009                                               |
| Oostenrijk          | Rally van Oostenrijk          | Baden                                | Onverhard     | 1              | 1973                                                     |
| Polen               | Rally van Polen               | Krakau, Mikołajki                    | Asfalt        | 6              | 1973                                                     |
| Polen               | Rally van Polen               | Krakau, Mikołajki                    | Onverhard     | 6              | 2009, 2014 - 2017                                        |
| Portugal            | Rally van Portugal            | Estoril, Vilamoura, Faro, Matosinhos | Mix           | 38             | 1973 - 1994                                              |
| Portugal            | Rally van Portugal            | Estoril, Vilamoura, Faro, Matosinhos | Onverhard     | 38             | 1995, 1997 - 2001, 2007, 2009 - 2017                     |
| Spanje              | Rally van Catalonië           | Lloret de Mar, Salou                 | Mix           | 25             | 1991 - 1992, 2010 - 2017                                 |
| Spanje              | Rally van Catalonië           | Lloret de Mar, Salou                 | Asfalt        | 25             | 1993, 1995 - 2009                                        |
| Turkije             | Rally van Turkije             | Kemer, Istanboel                     | Onverhard     | 6              | 2003 - 2006, 2008, 2010                                  |
| Verenigde Staten    | Rally van de Verenigde Staten | Detroit, Tacoma                      | Onverhard     | 5              | 1973 - 1974, 1986 - 1988                                 |
| Zweden              | Rally van Zweden              | Karlstad                             | Sneeuw en ijs | 41             | 1973, 1975 - 1989, 1991 - 1993, 1995 - 2008, 2010 - 2017 |